# Gokhivare
Gokhivare é uma vila no distrito de Thane, no estado indiano de Maharashtra.

## Demografia
Segundo o censo de 2001, Gokhivare tinha uma população de 19,772 habitantes. Os indivíduos do sexo masculino constituem 57% da população e os do sexo feminino 43%. Gokhivare tem uma taxa de literacia de 64%, superior à média nacional de 59.5%: a literacia no sexo masculino é de 73% e no sexo feminino é de 53%. Em Gokhivare, 17% da população está abaixo dos 6 anos de idade.